# Hans-Wilhelm Scheidt
Hans-Wilhelm Scheidt (* 24. November 1907 in Moskau; † 1981) war ein deutscher Nationalsozialist, der in verschiedenen Ämtern im Bereich der nationalsozialistischen Außenpolitik tätig war. Durch die Unterstützung und Lenkung der norwegischen Kollaboration nahm er eine Schlüsselrolle bei der Vorbereitung und Durchführung der Invasion Norwegens ein.

## Leben
1930 trat Scheidt in die NSDAP ein. 1933 trat er als Reichsamtsleiter in das Außenpolitische Amt der NSDAP (APA) ein, das vom NS-Chefideologen Alfred Rosenberg geleitet wurde. Später wurde er im APA zum Reichshauptamtsleiter ernannt und leitete die APA-Abteilung „Norden“. Von 1934 bis 1938 verfasste Scheidt eine Reihe von Propagandaschriften für den Reichsarbeitsdienst.
In seiner Funktion als Abteilungsleiter in Berlin-Wilmersdorf, Weimarische Straße 8, kandidierte er für die NSDAP auf dem Listenplatz Nr. 753 bei der Reichstagswahl am 29. März 1936, erhielt jedoch kein Mandat.
1939/40 war Scheidt der Verbindungsmann des APA-Leiters Rosenberg zum norwegischen Kollaborateur Vidkun Quisling und hielt sich 1940 mit einem Sonderauftrag Adolf Hitlers vor und während der Invasion Norwegens im Lande auf. Sein Hauptansprechpartner auf norwegischer Seite war von Sommer 1939 an Albert Viljam Hagelin.
1940–42 war Scheidt der Verwaltungschef der Hohen Schule der NSDAP. Anschließend ging er in das  Reichsministerium für die besetzten Ostgebiete (RMfdBO), das ebenfalls von Rosenberg geleitet wurde. Im RMfdbO war Scheidt in der Hauptabteilung I (Politik) als Abteilungsleiter für das Ressort I.6. Kultur verantwortlich.
Scheidts Schriften Die Schandverträge (1934), Der Arbeitsdienst, eine Willensäußerung der deutschen Jugend (1935) und das zusammen mit Jakob Szliska verfasste Arisch-germanische Spruch- und Erziehungsweisheit (1938) wurden in der Sowjetischen Besatzungszone auf die Liste der auszusondernden Literatur gesetzt.

## Publikationen
- Nachwuchs: Allerlei Scherz u. Humor aus d. Arbeitsdienst. Hrsg. gemeinsam mit Paul Beintker, Metzner Verlag Berlin 1934;
- Die Schandverträge, Baltz Verlag Langensalza 1934;
- Der Arbeitsdienst: eine Willensäußerung der deutschen Jugend, Hochmuth Verlag Berlin 1935;
- Richtlinien, Außenpolitisches Schulungshaus der NSDAP Berlin 1938;